# Josep Manel Ximenis
Josep Manel Jiménez i Gil, més conegut com a Josep Manel Ximenis, és un polític català, que fou batlle municipal d'Arenys de Munt des del 2011 fins al 2013 per la Candidatura d'Unitat Popular, d'on en va ser expulsat el 2015 per unes declaracions que segons la formació «freguen la xenofòbia i el masclisme».
És el President del Moviment Arenyenc per a l'Autodeterminació (MAPA) des de la seva fundació l'any 2005, President de la Coordinadora Nacional per la Consulta sobre la Independència de la Nació Catalana, secretari de l'Associació de Municipis per la Independència (AMI) des de la seva fundació el 14 de desembre del 2011, impulsor i coordinador de la consulta sobre la independència de Catalunya a Arenys de Munt, celebrada el 13 de setembre del 2009, que va ser la primera consulta popular que es va fer al país, regidor redactor i presentador de la moció que donaria peu a l'onada de consultes populars que es van organitzar al país entre el 2009 i el 2011 i responsable de la formació de tots els voluntaris que van participar en totes les consultes d'independència.
El 4 de juny del 2009 va presentar la moció al Ple de l'Ajuntament d'Arenys de Munt per fer una consulta sobre la independència de la Nació Catalana. Aquest va ser el primer pas que impulsaria les diferents onades de consultes independentistes que es van celebrar al Principat de Catalunya des del 13 de setembre del 2009 fins al 10 d'abril del 2011. Va ser el coordinador i portaveu de la comissió organitzadora que va organitzar la consulta a Arenys de Munt i l'encarregat de fer públics els resultats del referèndum. És autor del llibre D'Arenys de Munt al cel - l'inici de les consultes independentistes (2010), en el qual s'explica tot el procés que es va dur a terme per poder arribar a fer la primera consulta a Arenys de Munt.
Ximenis va guanyar les eleccions municipals del 2011 amb quatre de tretze regidors i va ser investit alcalde gràcies al suport de CiU, tercer als comicis. El juny de 2013 la federació nacionalista va anunciar la seva sortida del govern municipal, acusant Ximenis d'una actitud «personalista» i de marginar els regidors de CiU. El setembre de 2013 va rebre una moció de censura d'ERC, CiU i PSC, que li va fer perdre l'alcaldia.